# Судзукі Такаюкі
Судзукі Такаюкі (яп. 鈴木 隆行, нар. 5 червня 1976, Ібаракі) — японський футболіст.

## Виступи за збірну
2001 року дебютував в офіційних матчах у складі національної збірної Японії. Відтоді провів у формі головної команди країни 55 матчів.

## Статистика виступів
| Збірна Японії | Збірна Японії | Збірна Японії |
| Роки          | Ігри          | голи          |
| ------------- | ------------- | ------------- |
| 2001          | 10            | 3             |
| 2002          | 13            | 1             |
| 2003          | 4             | 0             |
| 2004          | 18            | 6             |
| 2005          | 10            | 1             |
| Усього        | 55            | 11            |

## Титули і досягнення
- У складі збірної:
  - Чемпіон Азії: 2004
- Клубні:
  - Чемпіон Японії: 1996, 1998, 2000, 2001
  - Володар Кубка Імператора: 2000
  - Володар Кубка Джей-ліги: 2000
  - Володар Суперкубка Японії: 1997, 1998, 1999
  - Чемпіон Сербії та Чорногорії: 2005-06
  - Чемпіон Сербії: 2006-07
  - Володар Кубка Сербії: 2006-07